# Gossip (komunikator internetowy)
Gossip – klient Jabbera, komunikator internetowy przeznaczony dla linuksowego środowiska graficznego GNOME. Charakteryzuje się prostym, przejrzystym interfejsem (opartym na bibliotece GTK+) i niewielką liczbą opcji.

## Najważniejsze możliwości programu
- wysyłka i odbiór wiadomości
- rozmowy grupowe
- zapisywanie rozmów do plików tekstowych
- powiadomienia dźwiękowe
- emotikony